# Ciro Rodriguez
Pour les articles homonymes, voir Rodriguez.
Ciro Davis Rodriguez  est un homme politique américain né le 9 décembre 1946 à Piedras Negras (Mexique). Membre du Parti démocrate, il est à plusieurs reprises élu du Texas à la Chambre des représentants des États-Unis.

## Biographie

### Études et débuts en politique
Diplômé de l'université Saint Mary de San Antonio en 1973, Rodriguez obtient master de travailleur social de l'université de Notre-Dame-du-Lac cinq ans plus tard.
De 1975 à 1987, il est membre du conseil scolaire du district de Harlandale à San Antonio. À partir de 1987, il est élu à la Chambre des représentants du Texas. Il travaille parallèlement comme assistant social à l'université.

### Représentant du28edistrict(1997-2005)
En avril 1997, il est élu à la Chambre des représentants des États-Unis à l'occasion d'une élection partielle provoquée par la mort de Frank Yekeda (en). Dans le 28e district du Texas, un bastion hispanique et démocrate, il remporte 67 % des suffrages au second tour face à Juan Solis, également démocrate. L'élection est marquée par une très faible participation (9 %). Il est réélu avec environ 90 % des voix en 1998 et 2000, n'affrontant qu'un candidat libertarien, puis avec 71,1 % des suffrages en 2002.
Durant son mandat, Rodriguez est un démocrate libéral (de gauche), opposé à la guerre d'Irak et à l'interdiction du mariage gay, en faveur d'une hausse du salaire minimum.
Avant les élections de 2004, les circonscriptions du Texas sont redécoupées. Son district de la région de San Antonio s'étend désormais jusqu'à comté de Webb. Il affronte un autre démocrate Henry Cuellar, plus conservateur, et originaire de Laredo, dans la nouvelle partie de la circonscription. Après plusieurs recomptage des bulletins, Cuellar remporte la primaire démocrate avec 58 voix d'avance sur un total de plus de 48 000.

### Représentant du23edistrict(2007-2011)
En mars 2006, Rodriguez échoue à reconquérir son ancien siège face à Cuellar. Quelques mois plus tard, il choisit de se présenter dans le 23e district alors qu'une décision de justice a redessiné la circonscription et remplacé le système de primaires suivies d'une élection générale par une élection à deux tours tous partis confondus. En novembre 2006, il arrive en deuxième position du premier tour avec 19,9 % des suffrages, loin derrière le républicain sortant Henry Bonilla (en) à 48,6 %. Profitant d'une faible participation, il remporte une victoire surprise au second tour avec 55 % des voix. Il est réélu avec un score similaire en 2008.
Il perd son siège de représentant lors la vague du Tea Party de 2010, devancé par le républicain Quico Canseco (en) (49,4 % contre 44,4 %). Deux ans plus tard, il est à nouveau candidat. Il arrive en tête du premier tour de la primaire démocrate avec 46 % des voix, devançant Pete Gallego (41 %), qui lève plus de fonds et semble être le favori du parti. Malgré le soutien du troisième candidat du premier tour, Rodriguez est battu de peu par Gallego au second tour.
En novembre 2014, Rodriguez est élu juge de paix du comté de Bexar sans opposition.